# Галлер, Иван Владимирович
Ива́н Влади́мирович фон-Галлер (?—?) — русский государственный деятель.

## Биография
Брат: генерал Пётр Владимирович фон-Галлер.
С 18 ноября 1836 года — офицер. В 1849 году в чине штабс-ротмистра являлся членом следственной комиссии над виленской тайной организацией «Братний союз». С 1853 года — майор.
Накануне назначения в Гродненскую губернию служил дежурным штаб-офицером виленского военного губернатора, управляя его канцелярией. С 1860 года состоял в армейской кавалерии в чине полковника.
По словам гродненского губернатора А. М. Дренякина, интриговал против него.
Указом Александра II от 6 (18) марта 1862 назначен исполняющим должность военного губернатора Гродно и гродненского гражданского губернатора с производством в генерал-майоры.
Указом от 5 (17) марта 1863 назначен военным губернатором Гродно и гродненским гражданским губернатором.
В период подавления восстания 1863—1864 годов предлагал обратить внимание на положение крестьян с целью их отвлечения от национального движения.
Указом от 17 (29) апреля 1863 назначен виленским гражданским губернатором.
«За наглость, мошенничество, воровство и притеснение, которыми отличался Галлер, некоторые особы накануне его отъезда из Гродно принесли ему свои „поздравления“».
15 (27) февраля 1865 — проходил службу при Министерстве внутренних дел.
С 1871 года — в отставке.

## Награды
- Орден Святой Анны 2 степени (1850)
- Знак отличия беспорочной службы «XV лет» (1856)
- Орден Святого Станислава 2 степени с короной (1858)
- Единовременно 1000 рублей серебром (1859)
- Орден Красного орла 3 степени (1860)
- Орден Святого Владимира 3 степени (1861)